# A Piece of Americana
A Piece of Americana – trzeci minialbum amerykańskiej punkrockowej grupy The Offspring. A Piece of Americana został wydany w 1998 jako zapowiedź nowego albumu grupy, Americana.
Minialbum zawierał wszystkie cztery single z Americana, niektóre utwory różnią się jednak nieznacznie od ostatecznej formy.

## Lista utworów
Wszystkie utwory zostały napisane przez Dextera Hollanda i Noodlesa.
1. "The Kids Aren't Alright" – 3:00
2. "Pretty Fly (for a White Guy)" – 3:08
3. "She's Got Issues" – 3:48
4. "Why Don't You Get a Job?" – 2:52
5. "Feelings" – 2:52